# Jacques-François Ancelot
Jacques-François Ancelot, cuyo nombre completo era Jacques-Arsène-François-Polycarpe Ancelot (Le Havre, 9 de enero de 1794-París, 7 de septiembre de 1854), fue un escritor y dramaturgo francés.
Fue elegido en 1841 para ocupar el asiento número 30 de la Academia Francesa.

## Biografía
Nacido en Le Havre, comenzó trabajando en el Almirantazgo, donde retuvo su puesto hasta la revolución de 1830. El Théâtre Français aceptó su obra Warwick en 1816, pero la primera que se representó sobre el escenario fue Louis IX. Con su siguiente obra, Le Maire du palais, se granjeó la cruz de la Legión de Honor.
En la revolución perdió tanto su pensión real como su cargo como bibliotecario en Meudon, por lo que decidió dedicarse a escribir vodeviles, dramas y comedias. Asimismo, el Gobierno francés lo envió a Turín, Florencia, Bruselas y otras importantes ciudades a negociar el copyright internacional; los subsiguientes tratados fueron fruto, en gran medida, de su tacto e inteligencia.
Estuvo casado con Virginie Ancelot, una notoria pintora, escritora y también dramaturga, con la que regentó un salón literario en París desde 1822 hasta 1866.